# Ашфорд
Вижте пояснителната страница за други значения на Ашфорд.
Ашфорд (на английски: Ashford) е град в югоизточна Англия, административен център на неметрополната община Ашфорд в графство Кент. Населението му е около 83 000 души (2021).
Разположен е на 41 метра надморска височина в областта Уийлдън Грийнсанд, на 20 километра югозападно от Кентърбъри и на 30 километра западно от Дувър. Селището е основано през 893 година от бежанци от викингските нашествия, през Средновековието е пазарен град, а през XIX век се превръща във важен железопътен възел.

## Известни личности
Родени в Ашфорд
- Джон Уолис (1616 – 1703), математик
- Фредерик Форсайт (р. 1938), писател

Починали в Ашфорд
- Симон Вейл (1909 – 1943), френска философка